# Bataille de Rivers' Bridge
Guerre de Sécession
Batailles
Campagne des Carolines
- Rivers' Bridge
- Aiken
- Congaree Creek (en)
- Columbia (en)
- Wyse Fork
- Monroe's Cross Roads
- Averasborough
- Bentonville
- Morrisville (en)
- Bennett Place

La bataille de Rivers' Bridge, également connue sous le nom de bataille de Salkehatchie River, de Hickory Hill, de Owen's Crossroads, de Lawtonville, et de Duck Creek, est une bataille de la guerre de Sécession remportée par l'Union qui eut lieu le 3 février 1865 pendant la campagne des Carolines.
Pendant que l'armée nordiste du major-général William T. Sherman traverse la Caroline du Sud en direction du nord, quelque 1 200 combattants confédérés commandés par le major-général Lafayette McLaws sont postés au point de passage sur la Salkehatchie River. Dès le 2 février, les soldats de l'Union commencent à construire des ponts pour éviter McLaws. Le jour suivant, deux brigades nordistes emmenées par le major-général Francis P. Blair, traversant les marais, mènent une attaque de flanc contre les Confédérés. McLaws se retire sur Branchville, après avoir retardé l'avance de Sherman d'une journée seulement. Les forces nordistes poursuivent leur avancée vers Columbia, la capitale de l'État.
Le site de la bataille est commémoré par le Rivers Bridge State Historical Site.